# Општине Босне и Херцеговине
У Босни и Херцеговини, најмања административна јединица је општина (или „općina“). Прије рата у БиХ 1992–1995. у тадашњој Социјалистичкој Републици Босни и Херцеговини било је 109 општина. Десет од њих чинило је подручје главног града Сарајева.
Послије рата број општина је повећан на 142, груписаних на следећи начин:
- 79 општина чини Федерацију Босне и Херцеговине (ФБиХ), која чини 51% укупне територије земље. Општине у оквиру федерације груписане су у десет кантона.
- 64 општине чине Републику Српску (РС), која чини 49% укупне територије земље.

Поред тога, Брчко Дистрикт не припада ниједном ентитету и њиме се управља као кондоминијум ентитета ФБиХ и РС. Дистрикт одговара предратној општини Брчко. Иако се технички не зове општина, она се као таква третира у статистичке сврхе.
Административно, свака општина има општинско вијеће и начелника општине, а они се обично састоје од урбаног подручја са околним селима и руралним подручјима око њега. Босна и Херцеговина има и 32 званично одређена града: Бања Лука, Бихаћ, Тузла, Мостар, Зеница, Добој, Приједор, Бијељина, Требиње, Широки Бријег, Цазин, Горажде, Ливно, Зворник, Градишка, Живинице, Грачаница, Сребреник, Градачац, Високо, Љубушки, Чапљина, Дервента, Лукавац, Завидовићи, Коњиц, Босанска Крупа, Орашје, Столац и Лакташи одговарају по једној истоименој општини. Град Сарајево и Источно Сарајево састоје се од четири односно шест општина, што отприлике одговара десет предратних општина које су чиниле главни град.

## Историја

### Аустроугарска
Године 1878. територију данашње Босне и Херцеговине окупирала је Аустроугарска. Аустроугарска је у принципу задржала османску административну подјелу, па је босански вилајет постао Reichsland, санџаци су постали окрузи, казе су постале котари, док су нахије постале испоставе. Истим редоследом, валија је постао земљопосједник, док је мутасариф (администратор санџака) постао окружни предстојник. Аустроугарска окупација усвојила је и османску општинску самоуправу присутну у сеоским и градским општинама, баладије.

### Краљевина Југославија
Територија данашње Босне и Херцеговине је 1918. године укључена у састав Краљевине Срба, Хрвата и Словенаца, која је 1929. године преименована у Краљевину Југославију. Нова власт је задржала локалну организацију коју је наслиједила од Аустроугарске. Иако је нови Видовдански устав предвиђао подјелу земље на области, нова држава је успоставила Обласну управу која је управљала Босном и Херцеговином. 26. априла 1922. године усвојен је Закон о обласној и окружној самоуправи да би се спровела уставна подјела земље на области. Према закону, земља је подијељена на 33 области. Територија данашње Босне и Херцеговине је тако требала бити подијељена на 6 области: Бихаћка, Мостарска, Сарајевска, Травничка, Тузланска и Врбаска област. Међутим, закон се у Босни и Херцеговини није примјењивао све до укидања Обласне управе 1924. Начелник области је био велики жупан, док је начелник среза био срески поглавар. Даље, срезови су подијељени на срезске испоставе.
Краљ Александар је 6. јануара 1929. увео диктатуру и убрзо донио Закон о општинској и обласној самоуправи. Нови закон замијенио је обласне комитете и скупштине обласним комесарима. 3. октобра 1929. године донио је Закон о називу и подјели Краљевине на административне области. Новим законом назив државе је промијењен у Југославија, док је административна власт вршена преко бановина, среза и општина. Било је 9 бановина, на чијем је челу био бан. Законом о унутрашњој управи од 19. јуна 1929. године, бановине су подијељене на срезове, а срезови на општине. На челу среза био је срески начелник. По Закону о општинама од 14. марта 1933. године, на челу општине био је предсједник општине.
Територија данашње Босне и Херцеговине била је подијељена на 4 бановине: Дринску бановину, Приморску бановину, Врбаску бановину и Зетску бановину. Дана 26. августа 1939. године донесена је Уредба о Бановини Хрватској, којом су припојене Савска бановина и Приморска бановина, заједно са срезовима Дубровник, Шид, Илок (који се налазе у данашњој Хрватској), Брчко, Дервента, Градачац, Травник и Фојница (који се налазе у данашњој Босни и Херцеговини) у Бановину Хрватску.

### Социјалистичка Република
Предсједништво Народне скупштине Босне и Херцеговине је 16. августа 1945. године донијело Закон о територијалној подјели Савезне Босне и Херцеговине на округе, срезове и подручја мјесних народних одбора. Овим законом Босна и Херцеговина је подијељена на 6 округа – Сарајевски, Херцеговачки, Травнички, Бањалучки, Добојски.
Нови Закон о административно-територијалној подјели донет је 1949. године. Тада је Народна Република Босна и Херцеговина подијељена на четири области – Сарајевску, Мостарску, Бањалучку и Тузланску.
Године 1952. Народна скупштина Босне и Херцеговине поново мијења локалну управу доношењем Закона о подјели територије Народне Републике Босне и Херцеговине. Укинуте су области, док је држава подухељена на 66 среза, 5 градова и 418 општина, од којих су 53 градске општине.
Средином 1955. године донесен је још један закон, Закон о територију срезова и општина у Народној Републици Босни и Херцеговини. Од тада је Босна и Херцеговина подијељена на 15 среза – Бања Лука, Бихаћ, Брчко, Дервента, Добој, Горажде, Јајце, Ливно, Мостар, Приједор, Сарајево, Требиње, Тузла, Зеница и Зворник. Сваки срез је имао неколико општина. Сједиште именованих среза било је у општинама по којима су добили име. Овај акт је промијењен 1958. године, а укинути су срезови Дервента, Требиње и Зворник. Године 1968. акт је поново измијењен, а Босна и Херцеговина је подијељена на 6 среза – Бањалучки, Бихаћ, Добој, Мостар, Сарајево и Тузла.
1966. године срезови су укинути, а до данас су остале само општине.

## Општине у Федерацији Босне и Херцеговине
- Бановићи
- Босанска Крупа
- Бихаћ
- Босански Петровац
- Босанско Грахово
- Бреза
- Бугојно
- Бусовача
- Бужим
- Вареш
- Велика Кладуша
- Високо
- Витез
- Вогошћа
- Гламоч
- Горажде
- Горњи Вакуф-Ускопље
- Грачаница
- Градачац
- Груде
- Дрвар
- Добој Исток
- Добој Југ
- Добретићи
- Домаљевац-Шамац
- Доњи Вакуф
- Жепче
- Живинице
- Завидовићи
- Зеница
- Илиџа
- Илијаш
- Јабланица
- Јајце
- Какањ
- Калесија
- Кисељак
- Кладањ
- Кључ
- Коњиц
- Крешево
- Купрес
- Ливно
- Љубушки
- Лукавац
- Маглај
- Мостар
- Неум
- Нови Град, Сарајево
- Ново Сарајево
- Нови Травник
- Оџак
- Олово
- Орашје
- Пале-Прача
- Посушје
- Прозор-Рама
- Равно
- Сански Мост
- Сапна
- Сребреник
- Стари Град, Сарајево
- Столац
- Теочак
- Тешањ
- Томиславград
- Травник
- Трново
- Тузла
- Усора
- Фоча-Устиколина
- Фојница
- Хаџићи
- Цазин
- Центар, Сарајево
- Чапљина
- Челић
- Читлук

## Општине Републике Српске
- Бања Лука
- Берковићи
- Бијељина
- Билећа
- Брод
- Братунац
- Вишеград
- Власеница
- Вукосавље
- Дервента
- Добој
- Доњи Жабар
- Гацко
- Градишка
- Зворник
- Источни Дрвар
- Источна Илиџа
- Источни Мостар
- Источни Стари Град
- Источно Ново Сарајево
- Језеро
- Калиновик
- Кнежево
- Козарска Дубица
- Костајница
- Котор Варош
- Крупа на Уни
- Купрес
- Лакташи
- Љубиње
- Лопаре
- Милићи
- Модрича
- Мркоњић Град
- Невесиње
- Нови Град
- Ново Горажде
- Осмаци
- Оштра Лука
- Пале
- Пелагићево
- Петровац
- Петрово
- Приједор
- Прњавор
- Рибник
- Рогатица
- Рудо
- Соколац
- Србац
- Сребреница
- Станари
- Теслић
- Требиње
- Трново
- Угљевик
- Фоча
- Хан Пијесак
- Чајниче
- Челинац
- Шамац
- Шековићи
- Шипово

## Фусноте
1. ↑  Zovko 2007, стр. 16.
2. ↑  Zovko 2007, стр. 59.
3. ↑  Zovko 2007, стр. 70.
4. ↑  Zovko 2007, стр. 71.
5. ↑  Zovko 2007, стр. 72.
6. ↑  Zovko 2007, стр. 77.
7. ↑  Zovko 2007, стр. 78.
8. ↑  Zovko 2007, стр. 79.
9. ↑  Zovko 2007, стр. 80.
10. 1 2  Zovko 2007, стр. 81.
11. ↑  Zovko 2007, стр. 97.
12. ↑  Velagić 2013, стр. 191.
13. ↑  Velagić 2013, стр. 192.
14. ↑  Velagić 2013, стр. 193.
15. ↑  Velagić 2013, стр. 195.
16. ↑  Velagić 2013, стр. 197.
17. ↑  Velagić 2013, стр. 198.
18. ↑  Velagić 2013, стр. 202.